# Třída FPB 72
Třída FPB 72 je třída pobřežních hlídkových lodí vyvinutých francouzskou loděnicí OCEA. Mezi jejich hlavní úkoly patří hlídkování, potírání pirátství a pašeráctví, ochrana rybolovu nebo mise SAR. Do roku 2022 bylo postaveno třináct jednotek této třídy. Jejich uživateli jsou Filipíny, Nigérie a Surinam.

## Stavba

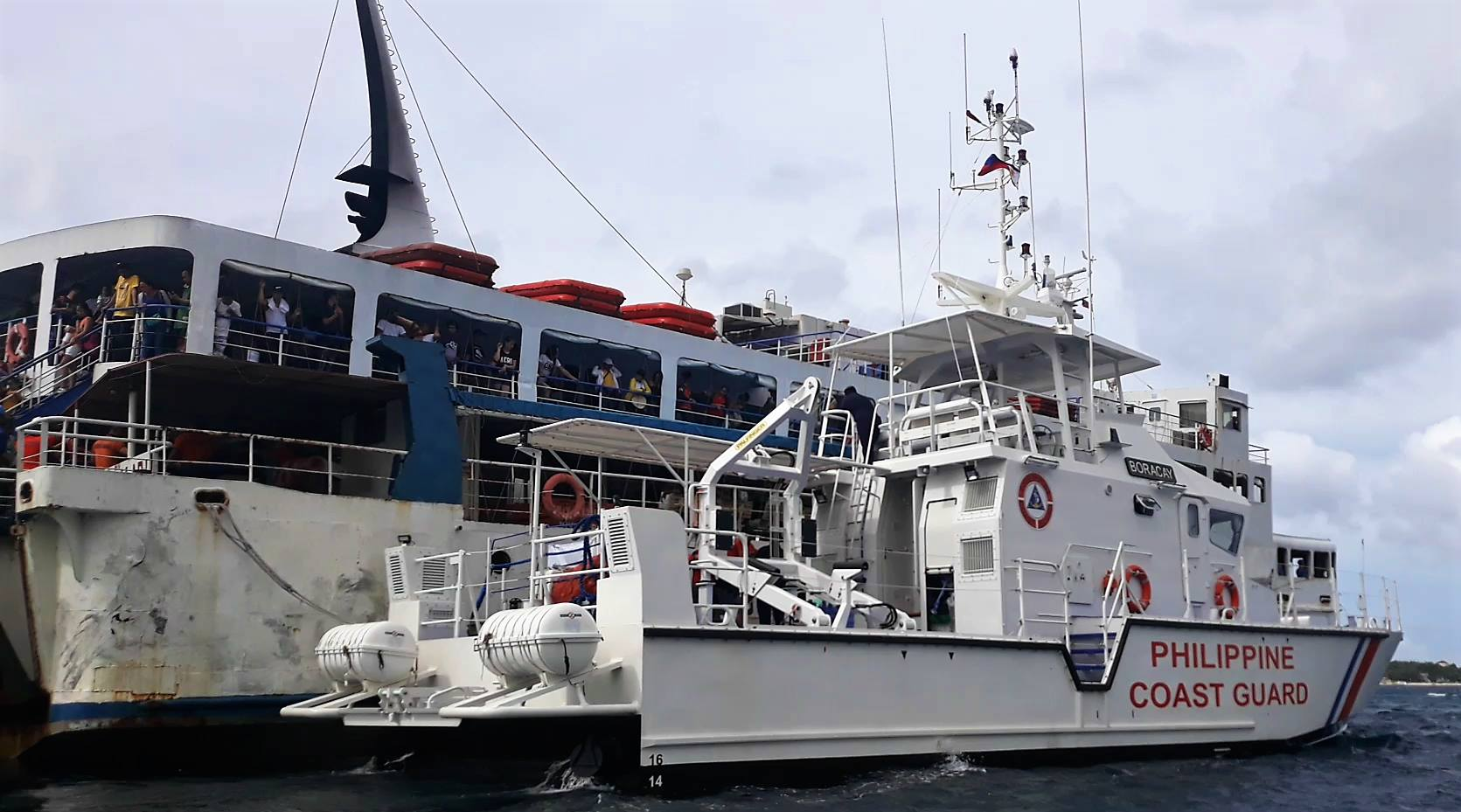
Boracay (FPB-2401)

Plavidla vyvinula francouzská loděnice OCEA. V letech 2013–2019 dodala celkem třináct člunů typu FPB 72 MKII.

## Konstrukce
Trup a nástavby jsou vyrobeny ze slitin hliníku. Na zádi je prostor pro rychlý člun RHIB. Pohonný systém tvoří dva diesely MTU 12V 2000 M72, každý o výkonu 2682 hp, roztáčející dva lodní šrouby s pevnými lopatkami. Nejvyšší rychlost dosahuje 35 uzlů. Dosah je 600 námořních mil při rychlosti 12 uzlů.

## Uživatelé
Filipíny

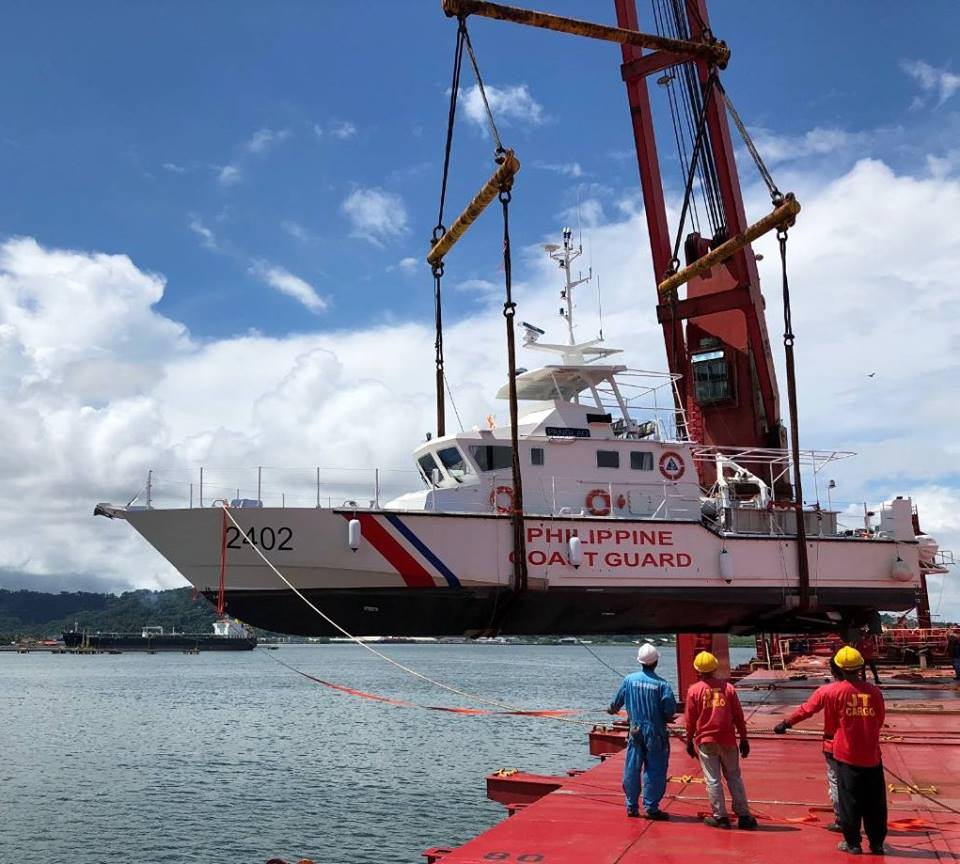
Panglao (FPB-2402)

- Filipínská pobřežní stráž – V letech 2018–2019 dodány čtyři jednotky FPB 72 MKII, pojmenované Boracay (FPB-2401), Panglao (FPB-2402), Malamawi (FPB-2403) a Kalanggaman (FPB-2404).[1]

 Nigérie
- Nigerijské námořnictvo – V letech 2013–2018 dodáno celkem sedm jednotek FPB 72 MKII. V roce 2012 Okpoku, Bomadi a Badagry, v roce 2017 Shiroro (P185) a Ose (P186) v konečně v roce 2018 Gongola (P189) a Calabar (P190).[1]

 Surinam
- Surinamská pobřežní stráž – Roku 2013 dodány dva čluny FPB 72 MKII, pojmenované SCG Rutu (P101) a SCG Dyamantie (P102).[1]